# Mucuna terrens
Mucuna terrens är en ärtväxtart som beskrevs av Augustin Abel Hector Léveillé. Mucuna terrens ingår i släktet Mucuna och familjen ärtväxter. Inga underarter finns listade i Catalogue of Life.